# Philippe Thys
Philippe Thys (8 de octubre de 1890, Bélgica - 16 de enero de 1971, Bruselas) fue un ciclista belga, profesional entre los años 1912 y 1927.
Thys, especialista en carreras de resistencia, fue el primer ciclista en lograr tres victorias finales en el Tour de Francia. Por desgracia vio su carrera interrumpida por la Primera Guerra Mundial.
Tras retirarse del ciclismo profesional, se dedicó a un negocio de bicicletas.

## Palmarés
1910
- Campeonato de Bélgica de Ciclocrós

1913
- Tour de Francia, más 1 etapa

1914
- Tour de Francia, más 1 etapa

1917
- Giro de Lombardía
- París-Tours

1920
- Tour de Francia, más 4 etapas

1921
- Critérium de As

1922
- 5 etapas del Tour de Francia
- 2.º en el Campeonato de Bélgica en Ruta

1924
- 2 etapas del Tour de Francia

## Resultados en Grandes Vueltas
Durante su carrera deportiva ha conseguido los siguientes puestos en las Grandes Vueltas:
| Carrera         | 1912 | 1913 | 1914 | 1915 | 1916 | 1917 | 1918 | 1919 | 1920 | 1921 | 1922 | 1923 | 1924 | 1925 | 1926 | 1927 |
| --------------- | ---- | ---- | ---- | ---- | ---- | ---- | ---- | ---- | ---- | ---- | ---- | ---- | ---- | ---- | ---- | ---- |
| Giro de Italia  | -    | -    | -    | X    | X    | X    | X    | -    | -    | -    | -    | -    | -    | -    | -    | -    |
| Tour de Francia | 6.º  | 1.º  | 1.º  | X    | X    | X    | X    | Ab.  | 1.º  | Ab.  | 14.º | Ab.  | 11.º | Ab.  | -    | -    |
| Vuelta a España | X    | X    | X    | X    | X    | X    | X    | X    | X    | X    | X    | X    | X    | X    | X    | X    |

## Reconocimientos
- En 2002 pasó a formar parte de la Sesión Inaugural del Salón de la Fama de la UCI.[1]